# Mustvee
Mustvee (německy Tschorna, rusky Чёрный) je město v kraji Jõgevamaa ve východním Estonsku. Město leží na západním břehu Čudského jezera u ústí stejnojmenné řeky na silnici z Tartu do Narvy. Podle sčítání lidu roku 2000 zde žilo 1732 obyvatel, což činí Mustvee největším sídlem na estonské straně jezera.

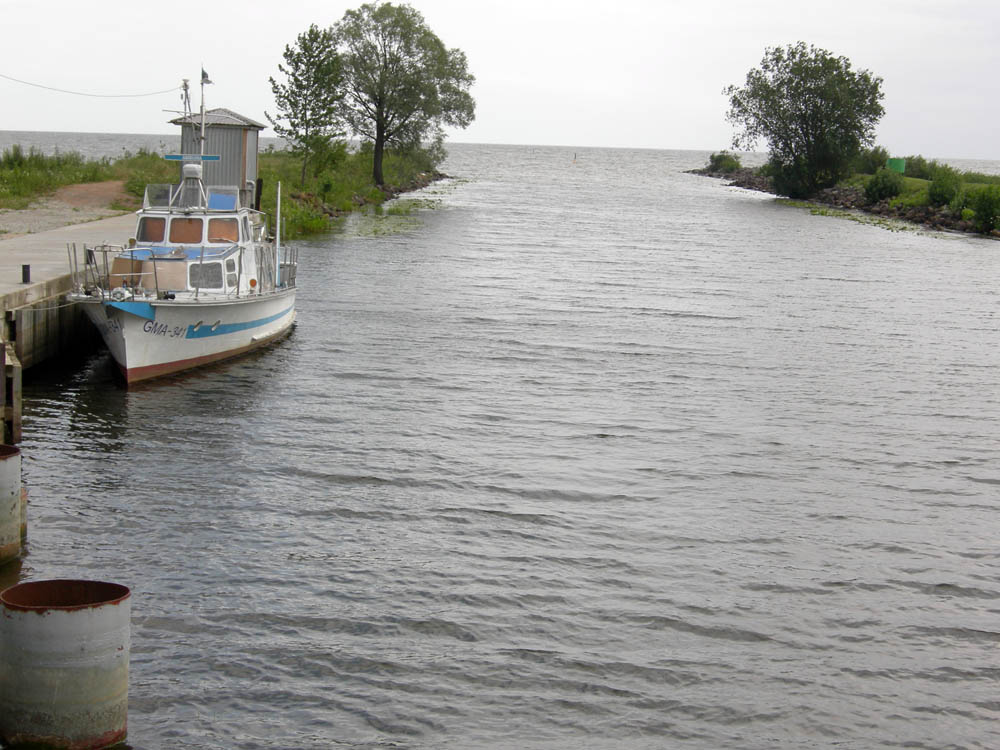
Mustveeský přístav